# Comuna Radehiv, Liuboml
Radehiv (în ucraineană Раде́хів) este o comună în raionul Liuboml, regiunea Volînia, Ucraina, formată din satele Cimîkos, Radehiv (reședința) și Vîjhiv.

## Demografie
Componența lingvistică a satului Radehiv
     Ucraineană (99,84%)
     Alte limbi (0,16%)
Conform recensământului din 2001, majoritatea populației satului Radehiv era vorbitoare de ucraineană (99,84%), existând în minoritate și vorbitori de alte limbi.